# Faboideae
Faboideae, também conhecida por Papilionoideae, é uma subfamília botânica pertencente às leguminosas (Fabaceae). É constituída por 430 gêneros e aproximadamente 12.600 espécies de ampla distribuição pelo mundo. É considerada a subfamília mais derivada dentre as leguminosas, e também a de maior importância econômica.
Alguns cultivares extremamente importantes para a humanidade são leguminosas papilionóides, como a Soja (Glycine max), a Ervilha (Pisum sativum), o Feijão (Phaseolus vulgaris), a Alfafa (Medicago sativa), o Grão-de-bico (Cicer arietinum), o Amendoim (Arachis hypogaea), entre outros. A subfamília ainda é importante para a indústria madeireira, química, farmacêutica, etc.

## Informações botânicas

### Raiz
A ocorrência de simbiose com bactérias do gênero Rhizobium é mais difundida entre gêneros dessa subfamília. São formados nódulos nas raízes das plantas, onde as bactérias fixam nitrogênio retirado diretamente do ar, disponibilizando nutrientes para as plantas.

### Folha e hábito
Em geral as folhas são alternas e compostas, imparipinadas ou ainda trifolioladas. Há presença de estípulas que podem ser de tamanho variado, e algumas vezes essa estípula é transformada em espinho. Na base da folha e dos folíolos existem articulações chamadas, respectivamente, de pulvinos e pulvínulos.
São de hábito variado podendo ser arbustivas, arbóreas e herbáceo, sendo que o predomínio das herbáceas são nas regiões subtropicais, ao passo que as arbóreas e arbustivas predominam nas regiões tropicais

### Flor
Suas flores são zigormórfas, pentamêras, diclamidea, hermafrodita, com cálice gamossépalo e corola dalipétala. Os estames são 10, todos livres ou nove soldados e um livre ou os 10 soldados. O tipo de flor dessa subfamília é chamado papilionáceo, e é altamente especializado, fato relativo à polinização por insetos. A prefloração é do tipo imbricada descendente, com a pétala mediana cobrindo as demais. A peça anterior ou adaxial, mediana, é chamada de estandarte ou vexilo, ficando em posição superior e sendo diferenciada das demais quanto ao tamanho, forma e coloração; se tornando um fator de atração visual para polinizadores. Em alguns gêneros ocorre ressupinação da flor, levando o estandarte à um posicionamento inferior. As duas pétalas posteriores ou abaxiais  são chamadas carenas e podem estar unidas formando uma quilha, que encerra os estames e o carpelo. As duas peças restantes são chamadas de alas, e atuam como plataforma de pouso para insetos visitantes. Quando os insetos pousam nas alas, a quilha é abaixada, expondo os estames e o estigma ao corpo do inseto, permitindo que o pólen se cole a este.

### Fruto
O fruto mais comum é o legume, raramente indeiscente, mas também se encontram folículos, sâmaras, drupas, lomentos e legumes samaróides.

## Taxonomia
A posição sistemática do grupo com a presente circunscrição, determinada pelas técnicas da filogenia molecular, sugere a seguinte árvore evolucionária:
|  |  |         |  |  |  |  |  |  |  |  |  | Polygalaceae |  |  |  |  |  |  |  |  |  |                  |  |             |  |                  |  |  |  |  |  |
|  |  |         |  |  |  |  |  |  |  |  |  |              |  |  |  |  |  |  |  |  |  |                  |  |             |  |                  |  |  |  |  |  |
|  |  |         |  |  |  |  |  |  |  |  |  |              |  |  |  |  |  |  |  |  |  |                  |  |             |  |                  |  |  |  |  |  |
|  |  |         |  |  |  |  |  |  |  |  |  | Surianaceae  |  |  |  |  |  |  |  |  |  |                  |  |             |  |                  |  |  |  |  |  |
|  |  |         |  |  |  |  |  |  |  |  |  |              |  |  |  |  |  |  |  |  |  |                  |  |             |  |                  |  |  |  |  |  |
|  |  | Fabales |  |  |  |  |  |  |  |  |  |              |  |  |  |  |  |  |  |  |  |                  |  |             |  |                  |  |  |  |  |  |
|  |  |         |  |  |  |  |  |  |  |  |  |              |  |  |  |  |  |  |  |  |  |                  |  |             |  |                  |  |  |  |  |  |
|  |  |         |  |  |  |  |  |  |  |  |  | Quillajaceae |  |  |  |  |  |  |  |  |  |                  |  |             |  |                  |  |  |  |  |  |
|  |  |         |  |  |  |  |  |  |  |  |  |              |  |  |  |  |  |  |  |  |  |                  |  |             |  |                  |  |  |  |  |  |
|  |  |         |  |  |  |  |  |  |  |  |  |              |  |  |  |  |  |  |  |  |  |                  |  |             |  |                  |  |  |  |  |  |
|  |  |         |  |  |  |  |  |  |  |  |  |              |  |  |  |  |  |  |  |  |  |                  |  |             |  |                  |  |  |  |  |  |
|  |  |         |  |  |  |  |  |  |  |  |  |              |  |  |  |  |  |  |  |  |  | Cercidoideae     |  |             |  |                  |  |  |  |  |  |
|  |  |         |  |  |  |  |  |  |  |  |  |              |  |  |  |  |  |  |  |  |  |                  |  |             |  |                  |  |  |  |  |  |
|  |  |         |  |  |  |  |  |  |  |  |  |              |  |  |  |  |  |  |  |  |  |                  |  |             |  |                  |  |  |  |  |  |
|  |  |         |  |  |  |  |  |  |  |  |  |              |  |  |  |  |  |  |  |  |  |                  |  |             |  |                  |  |  |  |  |  |
|  |  |         |  |  |  |  |  |  |  |  |  |              |  |  |  |  |  |  |  |  |  | Detarioideae     |  |             |  |                  |  |  |  |  |  |
|  |  |         |  |  |  |  |  |  |  |  |  |              |  |  |  |  |  |  |  |  |  |                  |  |             |  |                  |  |  |  |  |  |
|  |  |         |  |  |  |  |  |  |  |  |  | Fabaceae     |  |  |  |  |  |  |  |  |  |                  |  |             |  |                  |  |  |  |  |  |
|  |  |         |  |  |  |  |  |  |  |  |  |              |  |  |  |  |  |  |  |  |  |                  |  |             |  |                  |  |  |  |  |  |
|  |  |         |  |  |  |  |  |  |  |  |  |              |  |  |  |  |  |  |  |  |  | Duparquetioideae |  |             |  |                  |  |  |  |  |  |
|  |  |         |  |  |  |  |  |  |  |  |  |              |  |  |  |  |  |  |  |  |  |                  |  |             |  |                  |  |  |  |  |  |
|  |  |         |  |  |  |  |  |  |  |  |  |              |  |  |  |  |  |  |  |  |  |                  |  |             |  |                  |  |  |  |  |  |
|  |  |         |  |  |  |  |  |  |  |  |  |              |  |  |  |  |  |  |  |  |  |                  |  |             |  |                  |  |  |  |  |  |
|  |  |         |  |  |  |  |  |  |  |  |  |              |  |  |  |  |  |  |  |  |  |                  |  | Dialioideae |  |                  |  |  |  |  |  |
|  |  |         |  |  |  |  |  |  |  |  |  |              |  |  |  |  |  |  |  |  |  |                  |  |             |  |                  |  |  |  |  |  |
|  |  |         |  |  |  |  |  |  |  |  |  |              |  |  |  |  |  |  |  |  |  |                  |  |             |  |                  |  |  |  |  |  |
|  |  |         |  |  |  |  |  |  |  |  |  |              |  |  |  |  |  |  |  |  |  |                  |  |             |  |                  |  |  |  |  |  |
|  |  |         |  |  |  |  |  |  |  |  |  |              |  |  |  |  |  |  |  |  |  |                  |  |             |  | Caesalpinioideae |  |  |  |  |  |
|  |  |         |  |  |  |  |  |  |  |  |  |              |  |  |  |  |  |  |  |  |  |                  |  |             |  |                  |  |  |  |  |  |
|  |  |         |  |  |  |  |  |  |  |  |  |              |  |  |  |  |  |  |  |  |  |                  |  |             |  |                  |  |  |  |  |  |
|  |  |         |  |  |  |  |  |  |  |  |  |              |  |  |  |  |  |  |  |  |  |                  |  |             |  |                  |  |  |  |  |  |
|  |  |         |  |  |  |  |  |  |  |  |  |              |  |  |  |  |  |  |  |  |  |                  |  |             |  | Faboideae        |  |  |  |  |  |
|  |  |         |  |  |  |  |  |  |  |  |  |              |  |  |  |  |  |  |  |  |  |                  |  |             |  |                  |  |  |  |  |  |

A subfamília inclui os seguintes géneros:
| - Abrus - Acosmium - Adenocarpus - Adenodolichos - Adesmia - Aenictophyton - Aeschynomene - Afgekia - Aganope - Airyantha - Aldina - Alexa - Alhagi - Alistilus - Almaleea - Alysicarpus - Amburana - Amicia - Ammodendron - Ammopiptanthus - Amorpha - Amphicarpaea - Amphimas - Amphithalea - Anagyris - Anarthrophyllum - Andira - Angylocalyx - Antheroporum - Anthyllis - Antopetitia - Aotus - Aphyllodium - Apios - Apoplanesia - Apurimacia - Arachis - Argyrocytisus - Argyrolobium - Arthroclianthus - Aspalathus - Astracantha - Astragalus - Ateleia - Austrodolichos - Austrosteenisia - Baphia - Baphiopsis - Baptisia - Barbieria - Behaimia - Bergeronia - Bituminaria - Bobgunnia - Bocoa - Bolusafra - Bolusanthus - Bolusia - Bossiaea - Bowdichia - Brachysema - Brongniartia - Brya - Bryaspis - Buceras - Burkilliodendron - Butea - Cadia - Cajanus - Calia - Calicotome - Callerya - Callistachys - Calophaca - Calopogonium - Calpurnia - Camoensia - Camptosema - Campylotropis - Canavalia - Candolleodendron - Caracallae - Caragana - Carmichaelia - Carrissoa - Carstienses - Cascaronia - Castanospermum - Catiang - Caulorrhizae - Centrolobium - Centrosema - Chadsia - Chaetocalyx - Chamaecytisus - Chapmannia - Chesneya - Chorizema - Christia - Cicer - Cladrastis - Clathrotropis - Cleobulia - Clianthus - Clitoria - Clitoriopsis - Cochlianthus - Codariocalyx - Collaea - Cologania - Colutea - Condylostylis - Condylostylus - Cordyla - Coronilla - Coursetia - Craibia - Cranocarpus | - Craspedolobium - Cratylia - Crotalaria - Cruddasia - Cullen - Cyamopsis - Cyathostegia - Cyclocarpa - Cyclolobium - Cyclopia - Cymbosema - Cytisophyllum - Cytisopsis - Cytisus - Dahlstedtia - Dalbergia - Dalbergiella - Dalea - Dalhousiea - Daviesia - Decorsea - Deflexae - Dendrolobium - Dendrotelis - Derris - Desmodiastrum - Desmodium - Dewevrea - Dichilus - Dicraeopetalum - Dillwynia - Dioclea - Diphyllarium - Diphysa - Diplotropis - Dipogon - Dipteryx - Discolobium - Disynstemon - Dolichopsis - Dolichos - Droogmansia - Dumasia - Dunbaria - Dussia - Dysolobium - Ebenus - Echinospartum - Eleiotis - Eminia - Endosamara - Erectae - Erectoides - Eremosparton - Erichsenia - Erinacea - Eriosema - Errazurizia - Erythrina - Etaballia - Euchilopsis - Euchresta - Eutaxia - Eversmannia - Exostyles - Extranervosae - Eysenhardtia - Fiebrigiella - Fissicalyx - Flemingia - Fordia - Galactia - Galega - Gastrolobium - Geissaspis - Genista - Genistidium - Geocarpa - Geoffroea - Gliricidia - Glossostylus - Glycine - Glycyrrhiza - Gompholobium - Gonocytisus - Goodia - Grazielodendron - Gueldenstaedtia - Halimodendron - Hammatolobium - Haplormosia - Hardenbergia - Harleyodendron - Harpalyce - Hebestigma - Hedysarum - Herpyza - Hesperolaburnum - Heteranthae - Heynianae - Hippocrepis - Hoita - Holocalyx - Hovea - Humularia - Hybosema - Hymenocarpos - Hymenolobium - Hypocalyptus - Indigofera - Inocarpus - Intertextae - Isotropis - Isthmocarpae - Jacksonia - Jansonia - Kennedia - Kotschya | - Kummerowia - Lablab - Laburnum - Lamprolobium - Lasiospron - Lathyrus - Latrobea - Lebeckia - Lecointea - Lennea - Lens - Leptoderris - Leptodesmia - Leptosema - Leptospireae - Leptospron - Lespedeza - Lessertia - Leucomphalos - Liebrechtsia - Liparia - Lonchocarpus - Lotononis - Lotus - Luetzelburgia - Lunatae - Lupinus - Lupularia - Luzonia - Maackia - Machaerium - Macrodontae - Macropsychanthus - Macroptilium - Macrotyloma - Margaritolobium - Marina - Mastersia - Mecopus - Medicago - Melilotus - Melliniella - Melolobium - Mildbraediodendron - Millettia - Mirbelia - Monopteryx - Mucuna - Muelleranthus - Mundulea - Myrocarpus - Myrospermum - Myroxylon - Mysanthus - Nemcia - Neocollettia - Neoharmsia - Neonotonia - Neorautanenia - Neorudolphia - Nephrodesmus - Nesphostylis - Nissolia - Nogra - Olneya - Onobrychis - Ononis - Ophrestia - Orbexilum - Orbiculares - Oreophysa - Ormocarpopsis - Ormocarpum - Ormosia - Ornithopus - Oryxis - Ostryocarpus - Otholobium - Otoptera - Oxylobium - Oxyrhynchus - Oxytropis - Pachyrhizus - Pachyspireae - Panurea - Paracalyx - Paramachaerium - Parochetus - Parryella - Pearsonia - Pediomelum - Pedunculares - Peltiera - Periandra - Pericopsis - Petaladenium - Peteria - Petteria - Phaseolus - Phylacium - Phyllodium - Phyllota - Phylloxylon - Physostigma - Pickeringia - Pictetia - Piptanthus - Piscidia - Pisum - Plagiocarpus - Platycarpae - Platycelyphium - Platycyamus - Platylobium - Platymiscium - Platypodium - Platysepalum - Plectrotropis | - Podalyria - Podocytisus - Poecilanthe - Poiretia - Poitea - Polhillia - Pongamiopsis - Procerae - Procumbentes - Prorhizomatosae - Pseudarthria - Pseudeminia - Pseudoeriosema - Pseudoliebrechtsia - Pseudovigna - Psophocarpus - Psoralea - Psoralidium - Psorothamnus - Pterocarpus - Pterodon - Ptycholobium - Ptychosema - Pueraria - Pultenaea - Pycnospora - Pyranthus - Rafnia - Ramorinoa - Reflexae - Retama - Reticulatae - Rhizomatosae - Rodópis - Rhynchosia - Rhynchotropis - Riedeliella - Robinia - Robynsiophyton - Rotatae - Rothia - Rupertia - Sakoanala - Salweenia - Sarcodum - Sartoria - Schefflerodendron - Scorpiurus - Sellocharis - Sesbania - Shuteria - Sigmoidotropis - Sinodolichos - Smirnowia - Smithia - Soemmeringia - Sophora - Spartidium - Spartium - Spathionema - Spatholobus - Sphaerolobium - Sphaerophysa - Sphenostylis - Sphinctospermum - Spirocarpos - Spirotropis - Spongiocarpella - Stauracanthus - Stirtonanthus - Stracheya - Streblorrhiza - Strongylodon - Strophostyles - Stylosanthes - Styphnolobium - Sutherlandia - Swainsona - Swartzia - Sweetia - Sylvichadsia - Tadehagi - Taralea - Taverniera - Templetonia - Tephrosia - Teramnus - Teyleria - Thermopsis - Tipuana - Trierectoides - Trifidacanthus - Trifolium - Trigonella - Tripodion - Triseminatae - Uleanthus - Ulex - Uraria - Uribea - Urodon - Vandasina - Vatairea - Vataireopsis - Vatovaea - Vavilovia - Vermifrux - Vicia - Vigna - Viminaria - Virgilia - Weberbauerella - Wiborgia - Wisteria - Xanthocercis - Zollernia - Zornia |